# Blatnik pri Črnomlju
Blatnik pri Črnomlju este o localitate din comuna Črnomelj, Slovenia, cu o populație de 148 de locuitori.